# Operation Dewey Canyon
Schlacht um Tua Hai (1960) – Schlacht um Ap Bac (1963) – Schlacht von Nam Dong (1964) – Tonkin-Zwischenfall (1964) – Operation Flaming Dart (1965) – Operation Rolling Thunder (1965–68) – Schlacht von Dong Xoai (1965) – Schlacht im Ia-Drang-Tal (1965) – Operation Crimp (1966) – Operation Hastings (1966) – Schlacht von Long Tan (1966) – Operation Attleboro (1966) – Operation Cedar Falls (1967) – Schlacht um Hügel 881 (1967) – Schlacht bei Dak To (1967) – Schlacht um Khe Sanh (1968) – Tet-Offensive (1968) – Schlacht um Huế (1968) – Operation Speedy Express (1968/69) – Operation Dewey Canyon (1969) – Schlacht am Hamburger Hill (1969) – Operation Menu (1969/70) – Operation Lam Son 719 (1971) – Schlacht um FSB Mary Ann (1971) – Schlacht um Quảng Trị (1972) – Operation Linebacker (1972) – Operation Linebacker II (1972) – Schlacht von Xuan Loc (1975) – Operation Frequent Wind (1975)
Die Operation Dewey Canyon war die letzte große Offensive des United States Marine Corps während des Vietnamkriegs. Der Einsatz dauerte vom 22. Januar bis zum 18. März 1969. Ein großes Gebiet in der Region des A-Sầu-Tals, das fest in der Hand des Vietcong war, war Schauplatz der Kämpfe. Auf amerikanischer Seite waren das 9th Marine Regiment und Teile des 3rd Marine Regiment beteiligt. Nach 56 Tagen des Kampfes konnten die USA einen taktischen Sieg verzeichnen, aber es war ihnen nicht gelungen die Einfuhr von Männern und Waffen aus Nordvietnam in den Süden zu unterbinden.

## Hintergrund
Vor dem Einsatz waren die Marines meist nur in ihren Basen geblieben und hatten die umliegende Region überwacht. Die sogenannte „McNamara Line“ sollte die Grenze zum Norden sichern und den Ho-Chi-Minh-Pfad unterbrechen. Nachdem ein neuer Kommandeur für den Befehlsbereich zuständig war, änderte er diese Taktik, die ihm im Widerspruch zum aggressiven Angriffsgeist der Marines zu stehen schien. Von nun an wurden in dem Gebiet auch viele offensive Operationen durchgeführt. Im Frühjahr 1969 berichtete die militärische Aufklärung von einer großen Truppenkonzentration im A-Shau-Tal. Das Tal war nur neun Kilometer von der Grenze nach Laos entfernt und ist ca. 21 Kilometer lang. Aufgrund dieser Informationen wurde Colonel Robert Barrow und seinem 9th Marine Regiment der Befehl erteilt, die Region anzugreifen und die Vietcong zu vertreiben. Ausgangspunkt der Operation war die Vandegrift Combat Base, die ca. 50 Kilometer vom Tal entfernt war.

## Die Operation

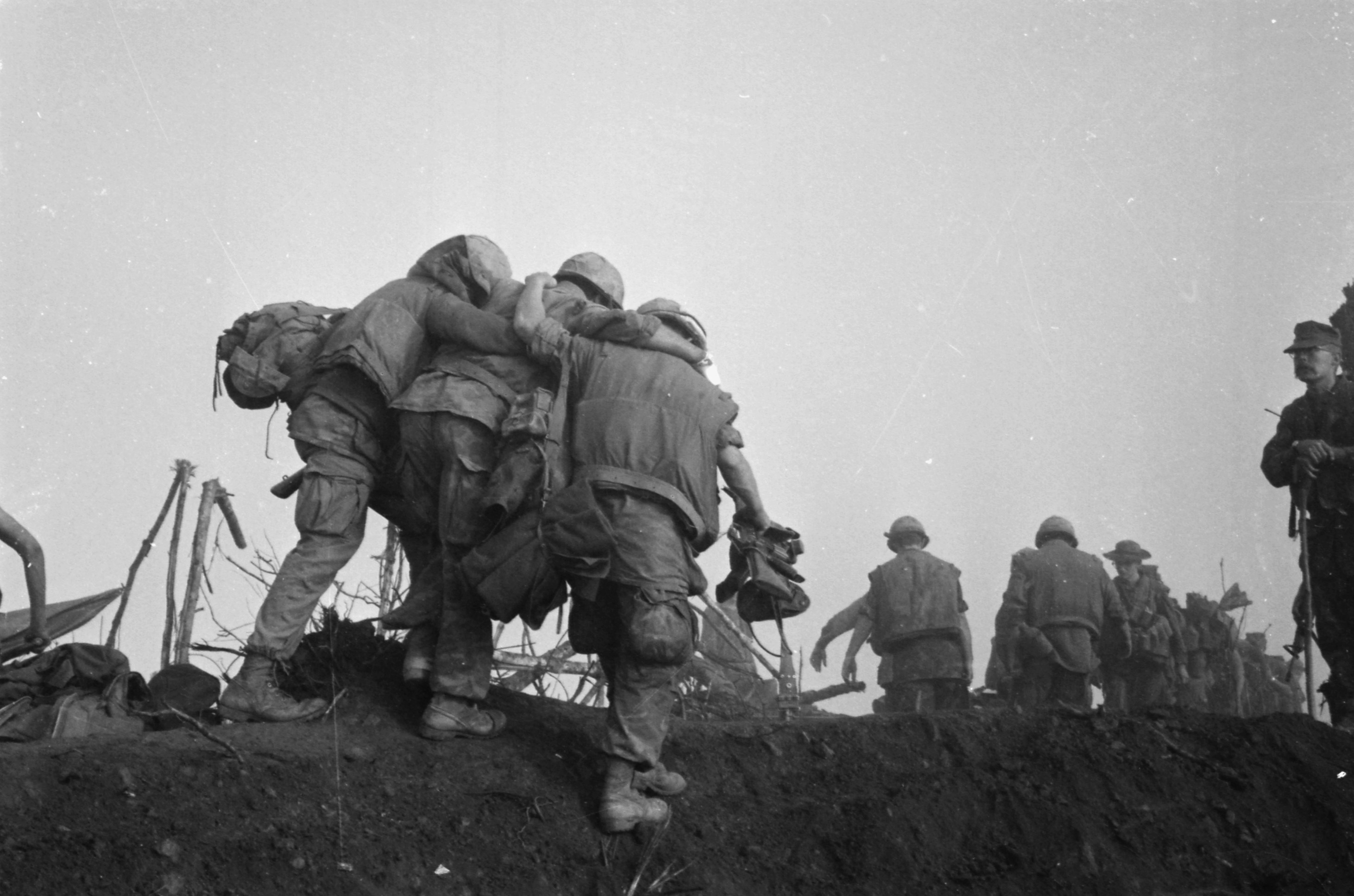
Ein verwundeter Marine wird von seinen Kameraden unterstützt

Der Einsatz wurde in drei Phasen gegliedert. Zuerst wurden die benötigten Hubschrauber in Position gebracht und Truppen zusammengezogen. Dann marschierte das 9th Marine-Regiment in Richtung Süden auf das Tal zu. Der dritte Teil bestand aus der Durchkämmung des A Shau Tals.
Auf ihrem Weg nach Süden wurden viele Vorposten eingerichtet, von denen die Marines mit Artilleriefeuer unterstützt werden sollten. Sie sollten außerdem die Hauptversorgungsroute überwachen. Diese Lager mussten per Hubschrauber versorgt werden, da die Region gefährlich war und die Versorgung per Landweg durch den Monsun-Regen erschwert wurde.
Während des gesamten Einsatzes leisteten die Vietcong schweren Widerstand. Meist wurde im dichten Urwald gekämpft, immer in der Reichweite der vietnamesischen Artillerie, die in Laos stationiert war. 130 Marines wurden getötet, 932 verwundet.
Im Gegenzug zählten die Marines 1617 gefallene Kämpfer des Vietcong, zusätzlich wurden 500 Tonnen Waffen und Munition erbeutet. Das Tal wurde von nun an auch nicht mehr für Aktionen der vietnamesischen Seite benutzt.

## Angriff auf laotisches Gebiet
In der dritten Phase von Operation Dewey Canyon rückten Teile der amerikanischen Einheiten auch auf laotisches Gebiet vor. Diese bestanden aus dem 2nd Battalion 9th Marines. Die Phase begann am 11. Februar 1969 und am 20. Februar waren zwei Kompanien des Bataillons an der Grenze nach Laos. Von ihren Stellungen konnten sie gegnerische Konvois und Truppen beobachten, die sich auf der Straße 922 bewegten. Ein Offizier berichtete später:

“The company, of course, was talking about let's get down on the road and do some ambushing. I don't think they really thought that they were going to let us go over into Laos […] I knew if the military had their way we'd be over there in Laos and the company was all up for it. […] With the Paris Peace Talks going on, I wasn't sure what route was going to be taken.”

„Die Kompanie sprach natürlich davon, dass wir uns auf die Straße begeben und ein paar Hinterhalte legen sollten. Ich glaube nicht, dass sie wirklich daran dachten, uns nach Laos gehen zu lassen […] Ich wusste, wenn es nach dem Militär ginge, wären wir drüben in Laos, und die Kompanie war bereit dazu. […] Während der Pariser Friedensgespräche war ich mir nicht sicher, welchen Weg wir einschlagen würden.“

Bereits früher hatte es Anfragen gegeben, auf dieses Gebiet vorzurücken, meist wurde es aber abgelehnt. Diesmal waren jedoch einige Spezialeinheiten bereits in das Land eingedrungen und führten die Aufklärung durch. Als die amerikanische Einheit weiterhin feindliche Kolonnen ausmachte, wurde am 20. Februar um Erlaubnis für einen Hinterhalt gebeten. Überraschenderweise wurde diesem stattgegeben und das 2. Bataillon sollte mit einigen Gruppen die Straße angreifen. Unter den gegebenen Umständen baten die Soldaten um eine Verschiebung, die abgelehnt wurde. Somit rückten am Abend des 21. Februar zwei Gruppen nach Laos vor.
Um ein Uhr nachts hatten die Soldaten den Hinterhalt mit Sprengfallen vorbereitet. Im Zielgebiet kam zuerst ein Lkw vorbei, jedoch wurde er nicht angegriffen, um auf ein besseres Ziel zu warten. Um 02:30 Uhr näherte sich eine Kolonne von acht Lkw. Die Minen wurden gezündet und die Marines begannen die Lkw zu beschießen. Ein vietnamesischer Artilleriebeobachter lenkte jedoch bald das Feuer auf ihre Position. Nachdem die Marines überprüft hatten, ob alle Gegner tot waren, zogen sie sich zu einem 600 Meter entfernten Sammelpunkt zurück und warteten auf den Tag. Danach zogen die Einheiten sich nach Südvietnam zurück. In den darauffolgenden Tagen wurde noch mehrmals nach Laos eingedrungen. Die Operation wurde von den Generälen überwiegend positiv aufgenommen. Viel wichtiger als der gelungene Hinterhalt war jedoch die Tatsache, dass nun mehr Einsätze in Laos genehmigt wurden.

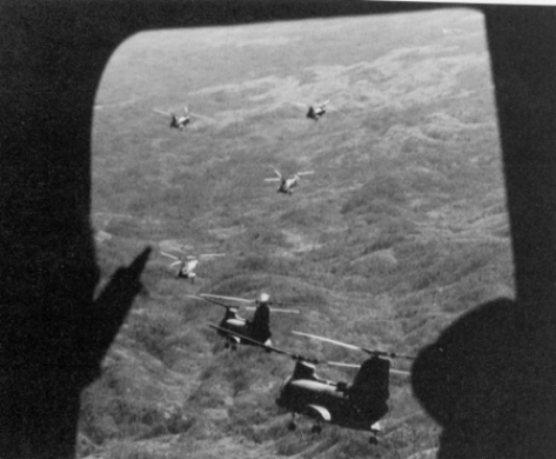
US-Hubschrauber während der Operation Dewey Canyon

So wurden die Einheiten am 24. Februar erneut zur Straße geschickt. Diesmal sollten die Amerikaner jedoch Verluste erleiden. Drei Kompanien rückten vor. Die Moral der Soldaten war nach tagelangen Patrouillen sehr niedrig, zumal die Soldaten auch noch Verpflegung und Bier zurücklassen mussten. Der Hinterhalt wurde erneut erfolgreich durchgeführt. Als Soldaten eine feindliche Artilleriestellung stürmten, gab es zwei Tote und sieben Verwundete. Wenig später geriet eine Gruppe in einen Hinterhalt von Vietcong, die aus gut ausgebauten Stellungen die Amerikaner angriffen. Erneut kamen Männer ums Leben. Während des Kampfes in Laos wurden 48 nordvietnamesische Soldaten getötet und mehrere Tonnen Waffen und Munition erbeutet. Am 3. März wurden die Soldaten per Hubschrauber zurück in die Vandegrift Combat Base gebracht. Die acht in Laos Gefallenen wurden laut Einsatzbericht in Vietnam getötet, um aus politischen Gründen kein Aufsehen zu erregen. Den beteiligten Soldaten wurde Geheimhaltung befohlen.